# Allmogestil

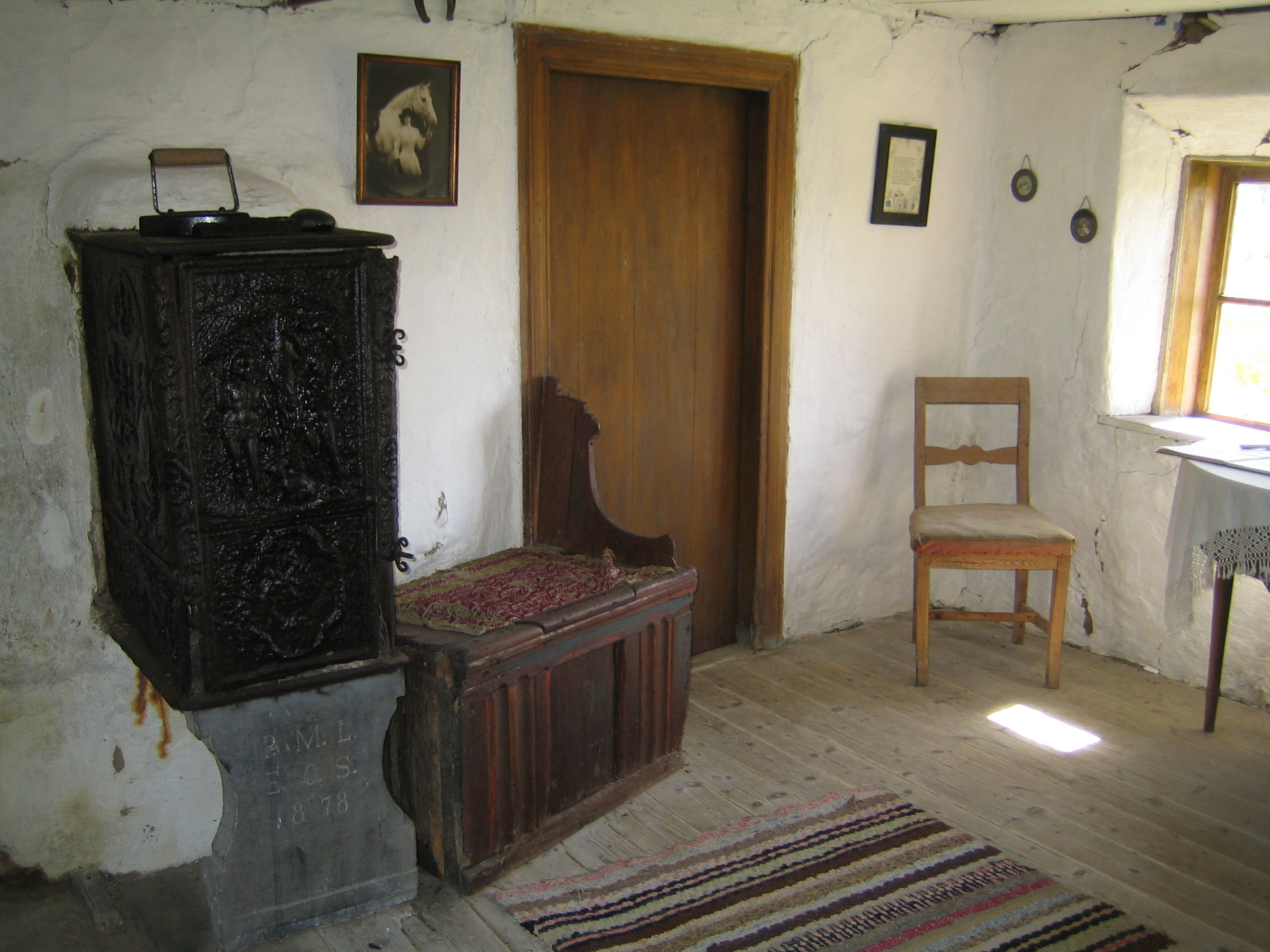
Örumshuset i Ystad, en svensk allmogemiljö.

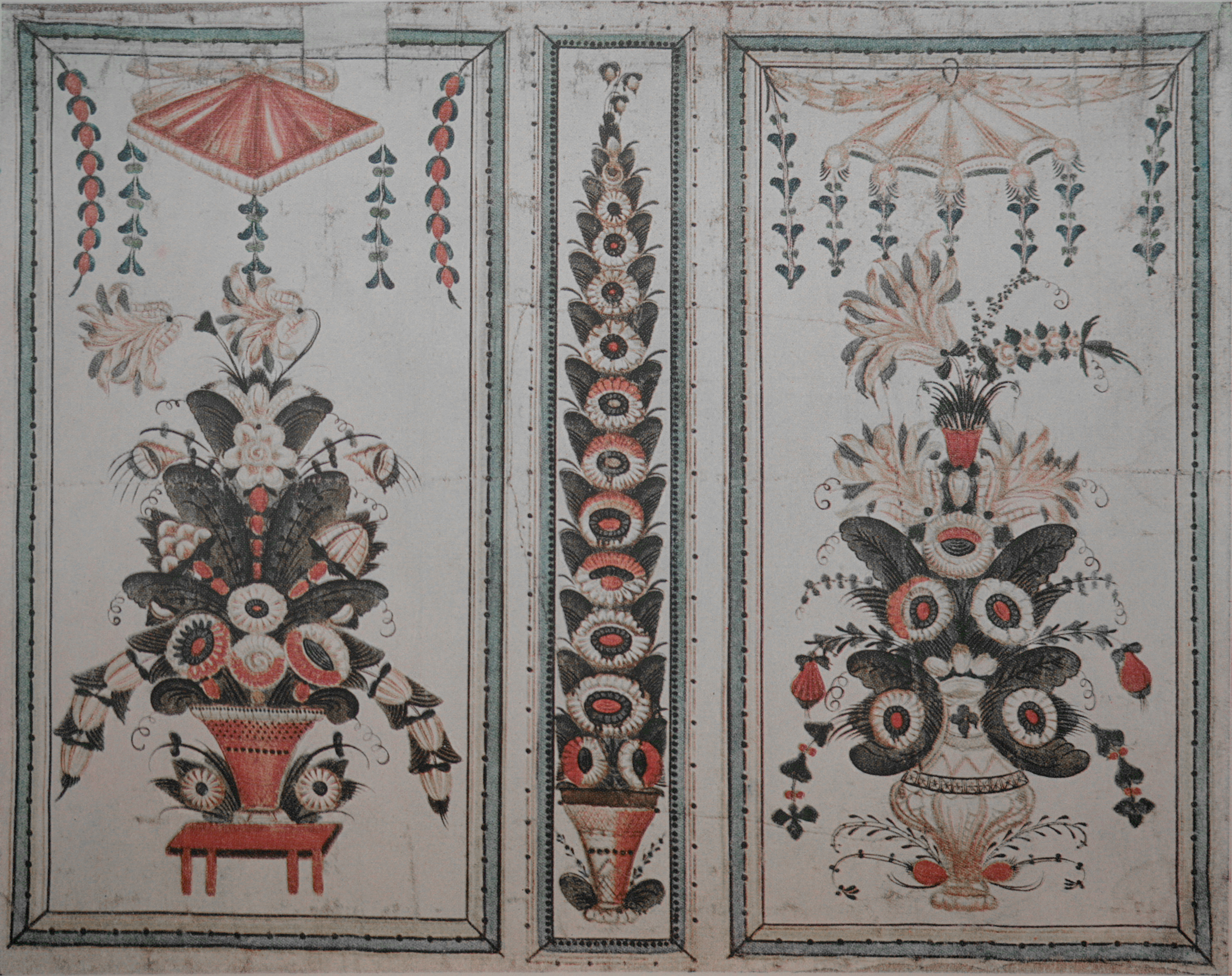
Dalmålningar på vägg av Björ Anders Hansson från omkring 1805.

Allmogestil är inom kulturhistoria och antikhandel en beteckning på den rustika stil som var vanlig i det svenska bondesamhället ungefär 1650–1900. Allmogestil kan också avse senare tillverkade föremål som efterliknar äldre förebilder. Allmogeföremål var ofta tillverkade på den egna gården eller av en lokal hantverkare. Många allmogeföremål tillverkades av trä, som ofta målades. Konstnären Carl Larssons fru Karin Larsson var förtjust i allmogestilen och arbetade för att bevara den. 

## Lokala varianter
- Dalarna: Kurbits
- Uppland: Tulpanmåleri